# Beech Creek (Oregon)
Beech Creek az Amerikai Egyesült Államok északnyugati részén, Oregon állam Grant megyéjében elhelyezkedő önkormányzat nélküli település.
Nevét az egyik telepes nevét viselő, azonos nevű patakról kapta. Az 1900. január 26-a és 1955 között működő posta első vezetője James T. Berry volt.

## Fordítás
- Ez a szócikk részben vagy egészben  a   Beech Creek, Oregon című angol Wikipédia-szócikk ezen változatának fordításán alapul.  Az eredeti cikk szerkesztőit annak laptörténete sorolja fel. Ez a jelzés csupán a megfogalmazás eredetét és a szerzői jogokat jelzi, nem szolgál a cikkben szereplő információk forrásmegjelöléseként.